# Плем'я верхні скагіти
Плем'я верхніх скагітів — індіанське плем'я, розташоване у штаті Вашингтон.
До європейської колонізації воно займало землі вздовж річки Скагіт, аж до низу течії, та до сучасної гори Вернон, штат Вашингтон. А також на північ до Ньюхалема вздовж річки Скагіт, та землі на Бейкері і Сауці річки.
У культурному відношенні Верхній Скагіт поділяє характеристики з Нижнім Скагітом та узбережжям Саліш та індіанцями плато на східній стороні Каскадних гір. Традиційно вони говорили Лешутсід, частині саліської мовної сім'ї.

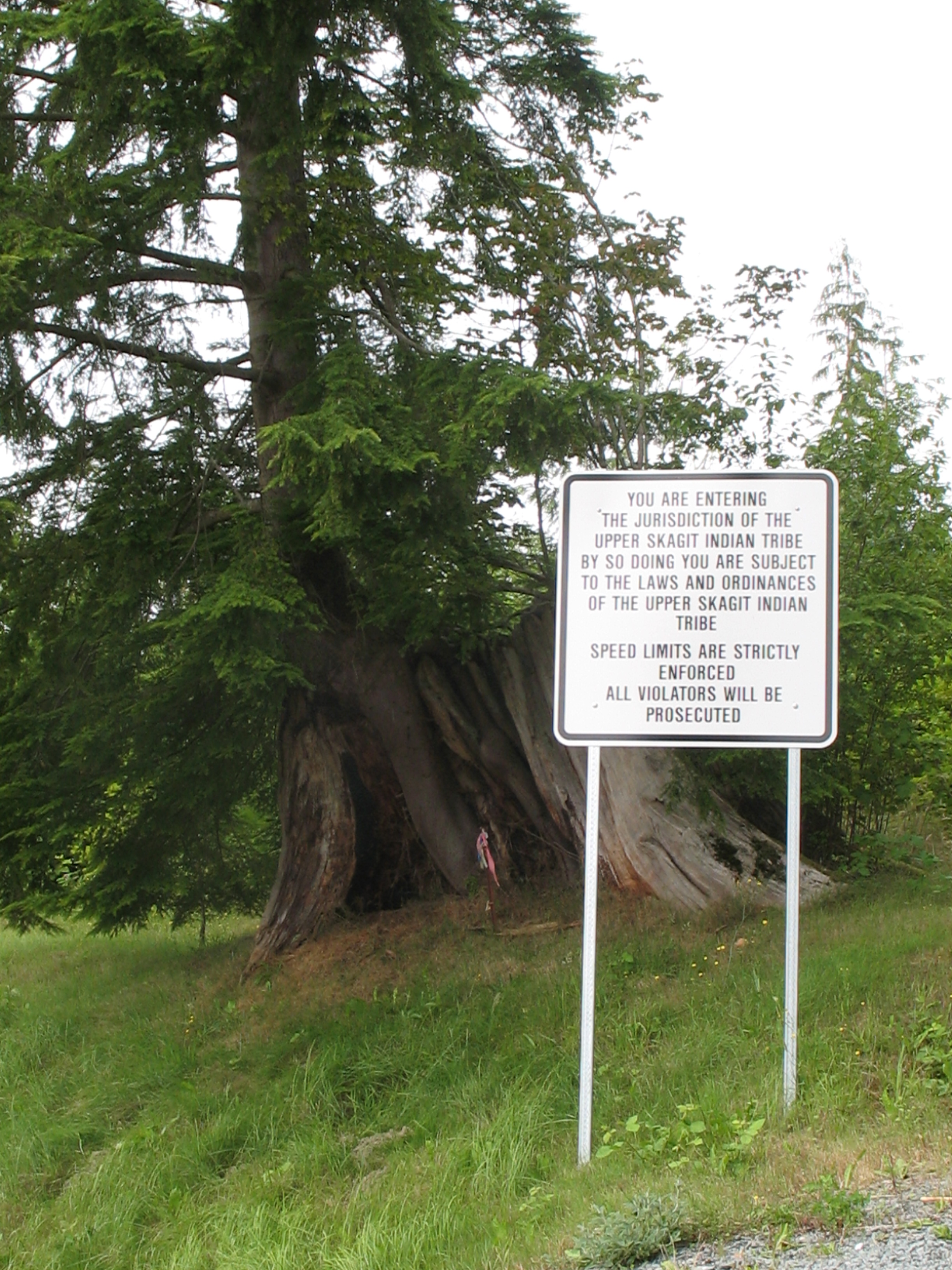
Підпишіть на вході в бронювання

## Індійський заповідник Верхній Скагіт
Індійський заповідник Верхній Скагіт розташований на заході округу Скагіт і складається з трьох окремих невеликих земельних ділянок. Найбільша ділянка, знаходиться на північний схід від Седро Вуллі. Їх координати 48°32′31″ пн. ш. 122°11′15″ зх. д. / 48.54194° пн. ш. 122.18750° зх. д., тоді як менші західні ділянки мають 48°33′33″ пн. ш. 122°20′42″ зх. д. / 48.55917° пн. ш. 122.34500° зх. д. (розділ, де знаходиться казино), і на 48°34′07″ пн. ш. 122°20′43″ зх. д. / 48.56861° пн. ш. 122.34528° зх. д., приблизно посередині між Сіетлом та Ванкувером. За підсумками перепису населення 2000 р . його населення становило 238 осіб.Загальна площа суші становить приблизно 100 акрів (0,404686 км²).
Плем'я володіє успішними бізнесами, включаючи казино-курорт Skagit з рестораном Encore, готель Skagit Ridge, Express Eats, ресторани Market Buffet, Bow Hill Gas і Food Mart та аптеку шосе 20 Рідне місто.